# Plains (Georgia)

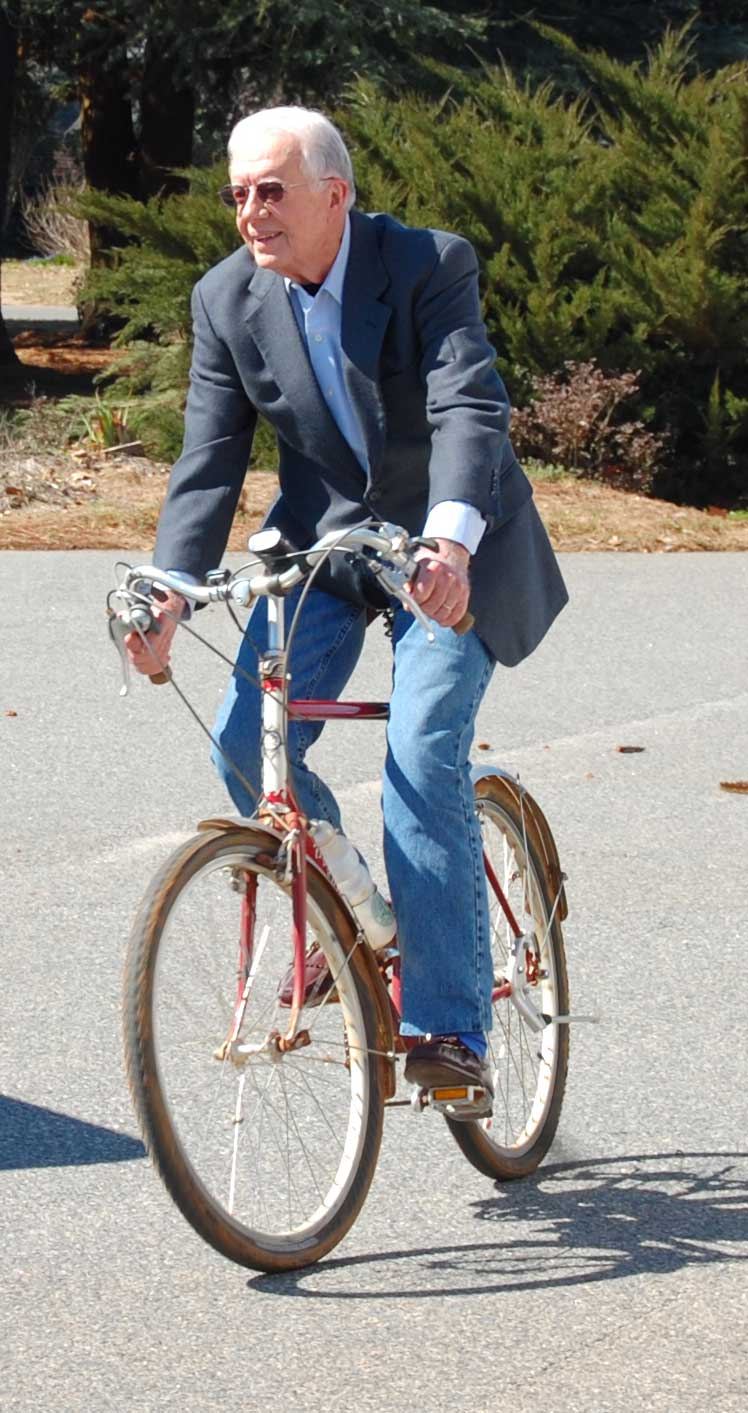
Jimmy Carter – były prezydent USA – na rowerze w Plains podczas President’s Day, 2008

Plains – mała miejscowość położona w południowo-zachodniej części amerykańskiego stanu Georgia. Posiada prawa miejskie, choć liczy, wedle spisu przeprowadzonego w roku 2000, tylko 637 mieszkańców. Leży w hrabstwie Sumter.

## Demografia
Dane ze spisu w roku 2000:
- Gęstość zaludnienia: 299,9/km²
- Liczba domostw: 215
- Liczba rodzin: 136
- Liczba dzieci i młodzieży poniżej 18 lat: 25,6%
- Zamężne pary: 36,7%
- Niezamężne kobiety: 24,2%
- Samotni: 36,3%
- Żyjący powyżej wieku 65 lat: 19,5%

### Skład etniczny
- Biali: 38,62%
- Czarnoskórzy: 59,81%
- Inni: 1,26%

## Sławni mieszkańcy Plains
- Jimmy Carter – były prezydent USA
- Rosalynn Carter – była pierwsza dama
- Billy Carter(inne języki)